# Mons Rümker

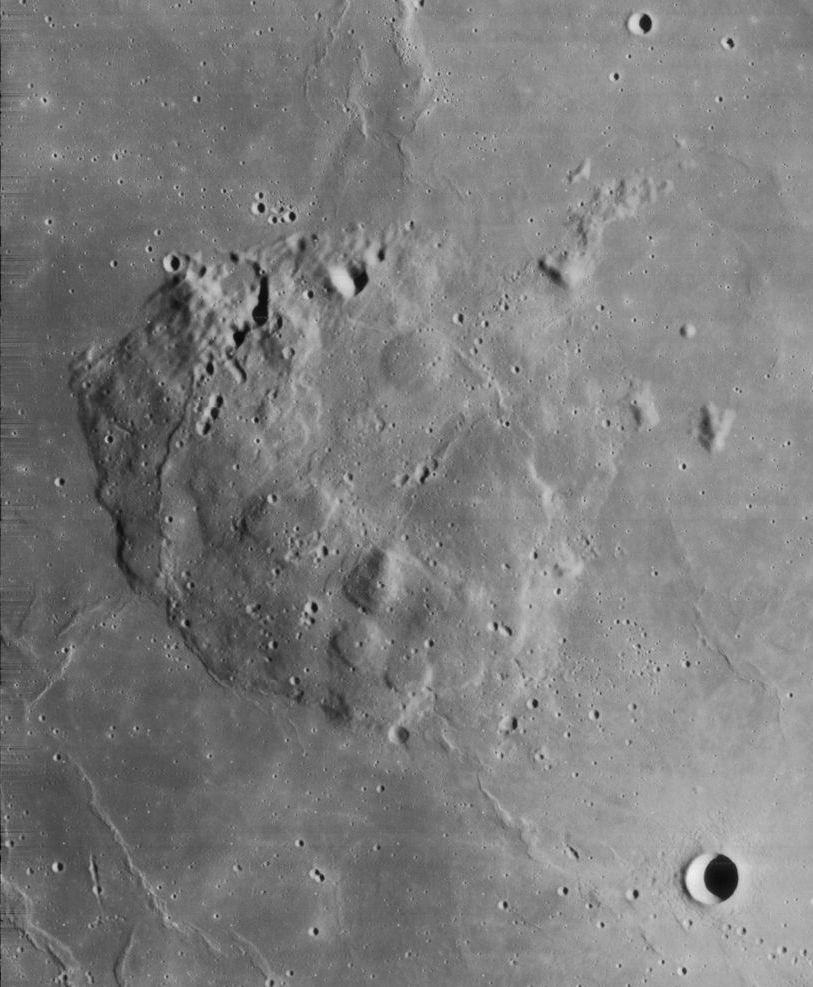
Imagen de la misión Lunar Orbiter 4

El Mons Rümker es un volcán aislado que se encuentra en la parte noroeste de la cara visible de la Luna, en la parte norte del Oceanus Procellarum. Sus coordenadas selenográficas son 40.8° Norte, 58.1° Oeste. Tiene forma de montículo grande y elevado, con un diámetro de 70 kilómetros. Asciende a una elevación máxima de aproximadamente 1.100 metros sobre la llanura circundante.

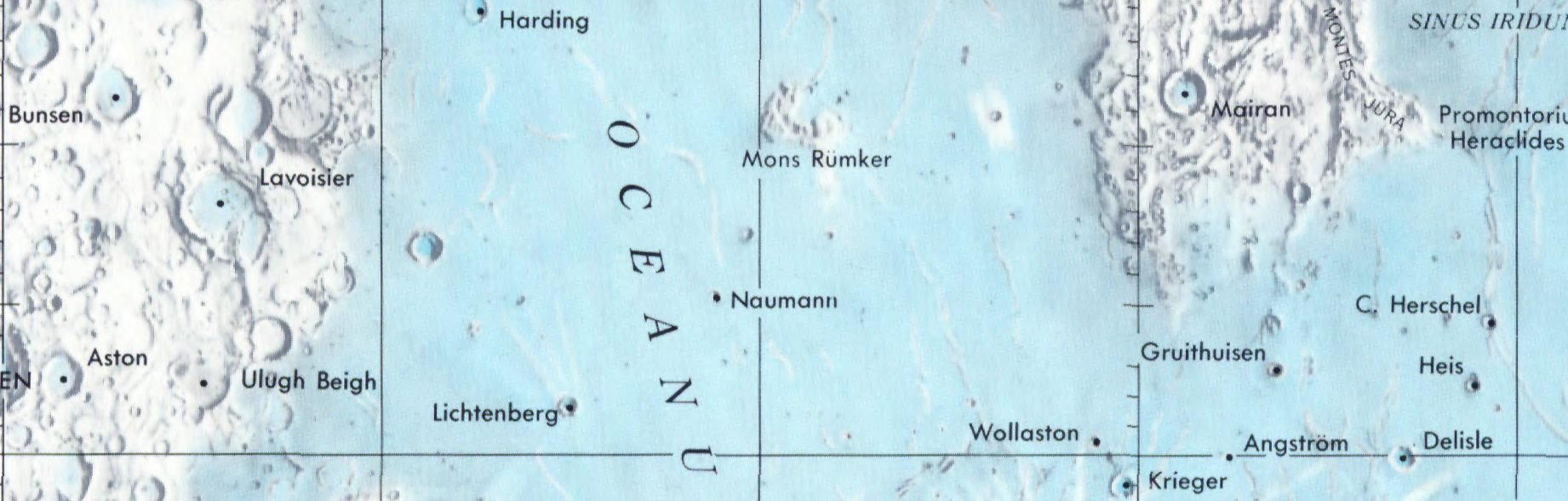
Localización del Mons Rümker, en el centro del sector norte del Oceanus Procellarum

Su principal particularidad es que presenta una concentración de 30 domos lunares, una serie de abultamientos redondeados en su parte superior, que en muchos casos poseen un pequeño cráter en la cima. Son elementos prácticamente circulares, con una pendiente suave que se eleva unos pocos cientos de metros hasta su punto medio. Las cúpulas lunares son el resultado de la erupción de la lava a través de grupos de respiraderos localizados, seguida de un enfriamiento relativamente lento.
Está rodeado por una escarpadura que lo separa del mare adyacente. La meseta se eleva a una altitud de 900 m hacia el oeste, unos 1100 m en el lado sur y unos 650 m al este. La superficie del Mons Rümker es relativamente uniforme, con una fuerte firma espectroscópica del mismo material que forma el mare lunar. El volumen estimado de lava expulsada para crear esta formación es de unos 1800 km³.

## Denominación
Debe su nombre al astrónomo alemán Karl Rümker (1788-1862).

## Cráteres satélite
Por convención estos elementos son identificados en los mapas lunares poniendo la letra en el lado del punto medio del cráter que está más cercano a Rümker. Se trata de un conjunto de ocho pequeños cráteres de impacto con forma de cuenco (el mayor de ellos, Rümker E, no supera los 7 km de diámetro), dispersos sobre la amplia superficie del Oceanus Procellarum que rodea al Mons Rümker.
|        | \| Rümker \| Coordenadas \| Diámetro \| \| ------ \| ----------------------------- \| -------- \| \| C \| 41°00′N 58°00′O / 41.0, -58.0 \| 4,29 km \| \| E \| 38°00′N 57°00′O / 38.0, -57.0 \| 6,79 km \| \| F \| 37°00′N 57°00′O / 37.0, -57.0 \| 5,05 km \| \| H \| 40°00′N 52°00′O / 40.0, -52.0 \| 4 km \| \| K \| 42°00′N 56°00′O / 42.0, -56.0 \| 3,01 km \| \| L \| 43°00′N 57°00′O / 43.0, -57.0 \| 3,37 km \| \| S \| 42°00′N 63°00′O / 42.0, -63.0 \| 3,02 km \| \| T \| 42°00′N 64°00′O / 42.0, -64.0 \| 3,23 km \| |          |
| Rümker | Coordenadas | Diámetro |
| C      | 41°00′N 58°00′O / 41.0, -58.0 | 4,29 km  |
| E      | 38°00′N 57°00′O / 38.0, -57.0 | 6,79 km  |
| F      | 37°00′N 57°00′O / 37.0, -57.0 | 5,05 km  |
| H      | 40°00′N 52°00′O / 40.0, -52.0 | 4 km     |
| K      | 42°00′N 56°00′O / 42.0, -56.0 | 3,01 km  |
| L      | 43°00′N 57°00′O / 43.0, -57.0 | 3,37 km  |
| S      | 42°00′N 63°00′O / 42.0, -63.0 | 3,02 km  |
| T      | 42°00′N 64°00′O / 42.0, -64.0 | 3,23 km  |